# ماسائكي تاكادا
ماسائكي تاكادا (باليابانية: 高田 昌明) (26 يوليو 1973 في ناراشينو في اليابان – )؛ هو لاعب كرة قدم ياباني سابق كان يلعب كمدافع.

## وصلات خارجية
- ماسائكي تاكادا على موقع رابطة كرة القدم اليابانية للمحترفين (اليابانية)
- ماسائكي تاكادا على موقع عالم كرة القدم.نت (الإنجليزية)